# Conrad Stein Verlag
Der Conrad Stein Verlag ist ein Buchverlag mit dem Schwerpunkt Outdoorliteratur und Reisen.

## Geschichte
Der Verlag wurde 1980 von Conrad Stein (4. März 1942–14. Februar 2020) in Kiel gegründet. Das erste Buch des Verlags – Australien-Handbuch – und die Bücher der ersten Verlagsjahre richteten sich vor allem an Individualtouristen. 1990 begann mit der Reihe „OutdoorHandbücher“, die zunächst allgemeine Outdoor-Themen wie „Essbare Wildpflanzen“ oder „Karte & Kompass“ behandelte, die Ausrichtung des Verlags auf den Themenbereich des natursportlichen Reisens. Wenig später wurde die Reihe um Kanu- und Wanderführer erweitert, die statt einer ganzen Region jeweils nur einen Fernwanderweg bzw. eine Rad- oder Kanuroute beschreiben. Ziel des Verlags war es dabei, kleine und leichte Bücher für Wanderer und andere Aktivurlauber herauszubringen.
1996 veröffentlichte der Verlag sein erstes Buch über den Jakobsweg. In den folgenden Jahren wurde das Angebot zu Pilgerwegen ausgebaut. Inzwischen führt der Verlag in seinem Programm ca. 45 Titel zu verschiedenen Pilgerrouten in Deutschland und Europa.
Im Jahr 2002 zog sich Conrad Stein zurück und übergab den Verlag an seine Mitarbeiterin Marie-Luise Großelohmann. Im Zuge der Umwandlung zu einer GmbH – an der Conrad Stein weiter beteiligt ist – wurde der Verlagssitz von Kiel nach Welver (Westfalen) verlegt. Ende 2023 übernahm Ulrich Clasen die Geschäftsführung.

## Verlagsprogramm
Das Programm des Conrad Stein Verlags umfasst ca. 350 Titel (Stand 2014). Jährlich gibt es rund 25 Neuerscheinungen und 40 Neuauflagen in insgesamt sieben verschiedenen Reihen.
In der Hauptreihe des Verlags „Der Weg ist das Ziel“ werden Führer für Fernwander- und Pilgerwege sowie Kanu-, Rad- oder Wohnmobilrouten veröffentlicht. Einen weiteren Schwerpunkt bildet die Reihe „Basiswissen für draußen“, die Allgemeinwissen zu Outdoor-Themen wie Angeln, Trekking oder Geocaching vermitteln will. Unter dem Namen „Fernwehschmöker“ veröffentlicht der Verlag Erlebnisberichte von außergewöhnlichen Reisen.
Ende der 1990er Jahre wurde die Reihe „Fremdsprech“ gestartet, die unterhaltsam in die Besonderheiten verschiedener Sprachen einführen soll. 2008 startete die Reihe „Cruise“, in der Handbücher zu Kreuzfahrtrouten erscheinen. Die Idee hierbei ist, dass Reisende mit einem Reiseführer für alle angelaufenen Städte oder Inseln auskommen sollen. Im Jahr 2010 erschien das erste Buch der Reihe „Nachbarschaften“, die sich auf humorvolle Art mit den Bräuchen und Eigenarten verschiedener europäischer Nationen beschäftigt.
Im Frühjahr 2014 wurde das Verlagsprogramm um eine weitere neue Reihe erweitert. Die Wanderführer der Reihe „Outdoor Regional“ stellen bis zu 30 kürzere Tages- und Wochenendwanderungen in einer Region (z. B. Gardasee, Schwäbische Alb, Hamburg) vor und geben u. a. Tipps für Wanderer mit Kindern, Buggy und Hund.

## Gestaltung der Bücher
Im Hinblick auf die Zielgruppe legt der Verlag Wert darauf, dass seine Bücher einerseits kleinformatig, leicht und handlich, andererseits aber auch strapazierfähig sind. Markenzeichen des Verlags sind die überwiegend leuchtend gelben Umschläge mit dem Aufdruck „Outdoor“.

## Klimaneutraler Druck
Der Conrad Stein Verlag war der erste Buchverlag in Deutschland, der seine Bücher klimaneutral produzieren und transportieren ließ. Entsprechend den beim Druck und Transport entstandenen CO2-Emissionen werden für jedes Buch Emissionsminderungszertifikate aus Klimaschutzprojekten gekauft und nach den Kriterien des Kyoto-Protokolls stillgelegt und gelöscht.